# Yoon Kyung-shin
Dans ce nom coréen, le nom de famille, Yoon, précède le nom personnel.
Yoon Kyung-shin (en coréen : 윤경신), né le 7 juillet 1973 à Séoul, est un ancien handballeur sud-coréen évoluant au poste d'arrière droit. Il a été élu meilleur handballeur mondial de l'année en 2001,, sportif du XXe siècle en Corée du Sud, et désigné porte-drapeau de la Corée du Sud aux Jeux olympiques de Londres en 2012. 
Meilleur buteur des championnats du monde 1993, 1995 et 1997, il a longtemps détenu le record du plus grand nombre de buts marqués en championnat d'Allemagne avec 2 908 buts marqués en 12 saisons. Malgré tout ce temps passé dans des clubs allemands de premier ordre, il n'est jamais parvenu à remporter le moindre trophée national, ni championnat, ni coupe, mais tout de même une coupe d'Europe, la Coupe des vainqueurs de coupe en 2007.
Son frère Kyung-min est également handball international.

## Palmarès

### En club
Compétitions internationales
- Vainqueur de la Coupe des vainqueurs de coupe (1) : 2007
- demi-finaliste Ligue des champions en 2008

Compétitions nationales
- Vainqueur de la Supercoupe d'Allemagne (1) : 2006
- Deuxième du Championnat d'Allemagne en 2007
- Finaliste de la Coupe d'Allemagne en 2008

### En équipe nationale
Jeux olympiques
- 6e place aux Jeux olympiques 1992 à Barcelone
- 9e place aux Jeux olympiques 2000 à Sydney
- 8e place et meilleur buteur aux Jeux olympiques 2004 à Athènes
- 8e place Jeux olympiques 2008 à Pékin
- porte-drapeau[7] et 11e place du Jeux olympiques 2012 à Londres

Championnats du monde
- 15e place et co-meilleur buteur au Championnat du monde 1993 en Suède
- 12e place, meilleur arrière droit et meilleur buteur au Championnat du monde 1995 en Islande
- 8e place et meilleur buteur au Championnat du monde 1997 au Japon
- 14e place au Championnat du monde 1999 en Égypte
- 8e place et meilleur arrière droit au Championnat du monde 2001 en France
- 15e place au Championnat du monde 2007 en Allemagne
- 12e place au Championnat du monde 2009 en Croatie

Jeux asiatiques
- Médaille d'or aux Jeux asiatiques de 1990
- Médaille d'or aux Jeux asiatiques de 1994
- Médaille d'or aux Jeux asiatiques de 1998
- Médaille d'or aux Jeux asiatiques de 2002
- Médaille d'or aux Jeux asiatiques de 2010

Championnats d'Asie
- Médaille d'or au Championnat d'Asie 1993
- Médaille d'or au Championnat d'Asie 2000
- Médaille d'or au Championnat d'Asie 2010
- Médaille d'or au Championnat d'Asie 2012

### Distinctions personnelles
Distinctions générales
- Sportif sud-coréen du XXe siècle[4],[5]
- Meilleur handballeur mondial de l'année en 2001[2],[3]
- Porte-drapeau de la délégation sud-coréenne aux Jeux olympiques de Londres en 2012

Distinctions en équipe nationale
- Meilleur buteur du Championnat du monde (3) : 1993, 1995 et 1997
- Meilleur buteur des Jeux olympiques (1) : 2004
- Élu meilleur arrière droit du Championnat du monde (3) : 1995 et 2001

Distinctions en club
- Championnat d'Allemagne :
  - 2e meilleur buteur de l'histoire avec 2 908 buts en 12 saisons
  - Record de buts sur une saison avec 324 buts marqués lors de la saison 2000-2001
  - Meilleur buteur de la saison (7) : 1997, 1999, 2000, 2001, 2002, 2004, 2007
- Meilleur buteur de la Coupe d'Europe des vainqueurs de coupe 2006-2007
- Meilleur entraîneur du championnat de Corée du Sud (6) : 2013, 2015, 2016, 2017, 2019, 2020

## Galerie

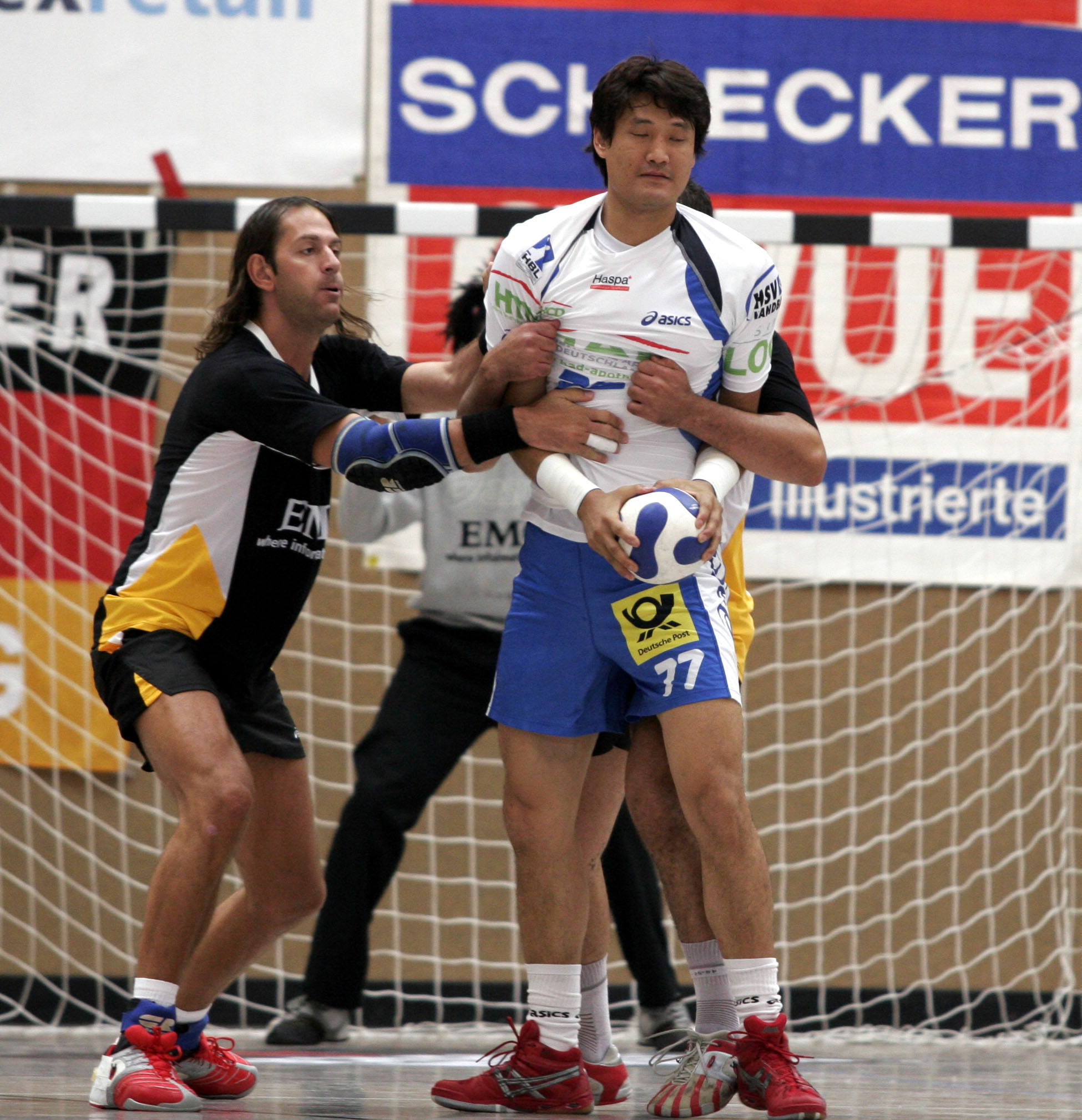
Yoon, contrôlé par Bojinović.
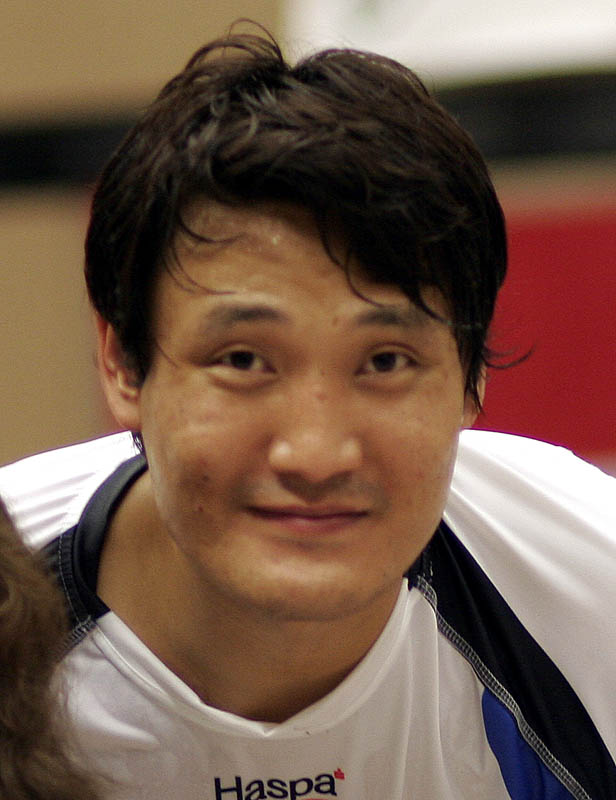
Yoon en 2007
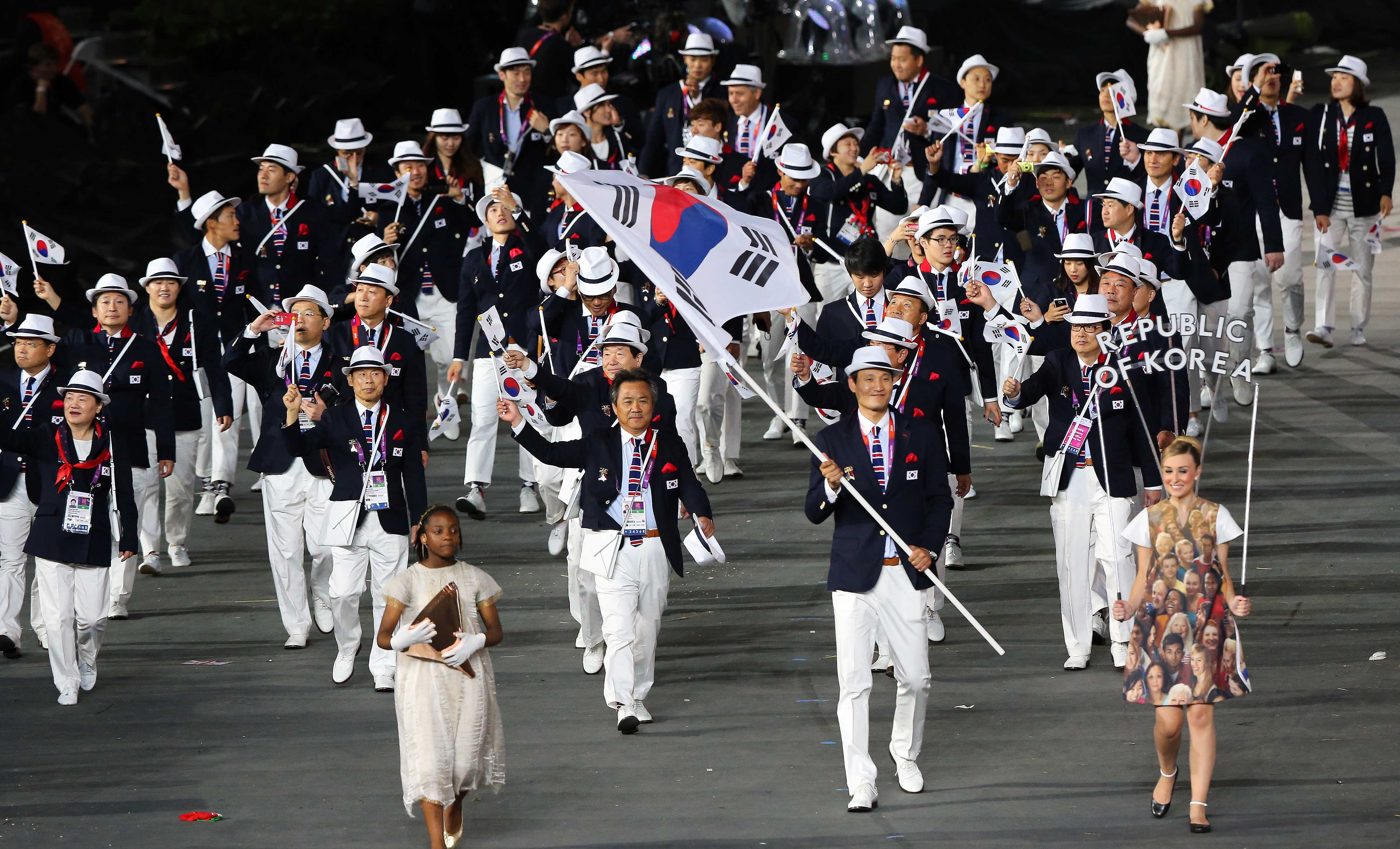
Yoon, porte-drapeau de la Corée du Sud aux JO 2012.